# Adrian Fein
Adrian Markus Fein (ur. 18 marca 1999 w Monachium) – niemiecki piłkarz występujący na pozycji pomocnika w niemieckim klubie Greuther Fürth. Wychowanek Helios Daglfing, w trakcie swojej kariery grał także w takich zespołach, jak Bayern Monachium, Jahn Regensburg, Hamburger SV oraz PSV. Młodzieżowy reprezentant Niemiec.